# Юлдашева, Назира
Назира Юлдашева (род. 1925 год) — советский передовик сельскохозяйственного производства, звеньевая колхоза «Хакикат» Узбекской ССР. Депутат Верховного Совета Узбекской ССР 4-го и 5-го созывов и Верховного Совета СССР 7-го и 8-го созывов. Герой Социалистического Труда (1948).

## Биография
Родилась в 1925 году в селении Хакикат, Самаркандского округа Узбекской ССР. 
С 1941 года после окончания сельской школы, в период Великой Отечественной войны, в возрасте шестнадцати лет начала свою трудовую деятельность обычной колхозницей, позже была назначена руководителем комсомольско-молодёжного звена  в колхозе «Хакикат» Сыр-Дарьинского района, работала в бригаде по выращиванию хлопка. В 1946 году Указом Президиума Верховного Совета СССР «за трудовые отличия» Назира Юлдашева была награждена Орденом Трудового Красного Знамени. 
В 1947 году итогом работы комсомольско-молодёжного звена под руководством  Назиры Юлдашевой стал полученный урожай хлопка — 86,2 центнера с гектара на площади пять гектаров. В 1947 году Указом Президиума Верховного Совета СССР «за трудовые отличия» Назира Юлдашева была награждена вторым Орденом Трудового Красного Знамени
27 апреля 1948 года  Указом Президиума Верховного Совета СССР «за получение высоких урожаев хлопка, сахарной свёклы и картофеля в 1947 году» Назира Юлдашева была удостоена звания Героя Социалистического Труда с вручением Ордена Ленина и золотой медали «Серп и Молот».
С 1948 по 1952 годы избиралась секретарём Сырдарьинского районного комитета ВЛКСМ и работала — заведующей отделом Сырдарьинского районного комитета КПСС и  секретарём партийного комитета колхоза. С 1952 года была назначена —  председателем  колхоза имени В. И. Ленина Сыр-Дарьинского района Сыр-Дарьинской  области Узбекской ССР, под её руководством колхоз занимает лидирующее положение в районе. 11 января 1957 года  Указом Президиума Верховного Совета СССР «за выдающиеся достижения в труде» Назира Юлдашева была награждена вторым Орденом Ленина. 
В 1965 и в 1970 годах по итогам работы в седьмой и восьмой семилетке «за перевыполнение плана производства сельхозпродукции и по итогам работы в пятилетках» Назира Юлдашева была награждена третьим Орденом Трудового Красного Знамени и  Орденом «Знак Почёта».
Помимо основной деятельности занималась и общественно-политической работой: с 1955 по 1963 годы избиралась депутатом Верховного Совета Узбекской ССР 4-го и 5-го созывов и с 1966 по 1974 годы избиралась — депутатом Верховного Совета СССР 7-го и 8-го созывов. 
После выхода на заслуженный отдых проживала в селении Хакикат.
Умерла после 1986 года.

## Награды
- Медаль «Серп и Молот» (	27.04.1948)
- Два Ордена Ленина (27.04.1948; 11.01.1957)
- Орден Октябрьской революции(08.04.1971)
- Три Ордена Трудового Красного Знамени (23.01.1946; 19.03.1947; 10.12.1973)
- Орден «Знак Почёта» (30.04.1966)
- Медаль «За трудовую доблесть» (25.12.1944)